# Raging Bully
"Raging Bully" é o sexto episódio de transmissão do cartoon estado-unidense Phineas and Ferb. No episódio, Phineas Flynn é desafiado para uma guerra de dedos com o valentão do local, Buford, após ele acidentalmente o constrangir em uma praça de alimentação. Enquanto isso, o malvado Dr. Heinz Doofenshmirtz tenta usar uma engenhoca hipnótica para fazer com que todos celebrem seu aniversário e limpem a bagunça após a festa.
"Raging Bully" foi escrito pelos co-criadores da série Jeff "Swampy" Marsh e Dan Povenmire, e foi dirigido pelo último. O campeão de peso-pesado Evander Holyfield participa do episódio como ele mesmo, que treina Phineas para a grande guerra de dedos. O episódio foi exibido originalmente no Disney Channel em 4 de fevereiro de 2008, como parte do especial de longa duração daquele mês, "Phineas and Ferb-urary". O episódio recebeu avaliações positivas dos críticos da televisão, e seu número musical, "He's a Bully", foi incluído na trilha sonora de Phineas and Ferb em 2009.

## Enredo
Enquanto está na praça de alimentação do shopping, Phineas acidentalmente derruba sua casquinha de sorvete nas calças do valentão Buford, fazendo com que as pessoas ali presentes rissem do garoto. Nervoso, ele desafia Phineas para uma luta no local, porém o campeão de boxe Evander Holyfield interfere e diz que a luta deve ser organizada e uma guerra de polegares feita mais tarde, e Buford concorda. Apesar de Phineas ser advertido pelos seus amigos Baljeet e Isabella, Holyfield treina Phineas através de tarefas simples, dentre elas perfurar salsichas e jogar Dance Dance Revolution.
Enquanto isso, Perry, o Ornitorrinco chega a uma fábrica de bolos abandonada, onde está preso em um barril de massa de bolo. Seu arqui-inimigo, Dr. Heinz Doofenshmirtz, aparece e explica que é seu aniversário. A guerra de polegares começa e Phineas é vigorosamente batido por Buford. Quando a rodada final começa, Buford domina Phineas e o puxa através do ar. Então, a casquinha de sorvete de Doofenshmirtz cai na cabeça de Phineas. Buford fica satisfeito por que ele sente o mesmo que sentiu na praça de alimentação. Phineas é levado para fora do campo da partida. O público ali presente limpa toda a bagunça, já que a máquina de Doofenshmirtz os hipnotiza e manda-os fazer isto. Alguns minutos depois, Phineas agradece a Holyfield por sua ajuda e Holyfield vai embora. Ferb faz um comentário que acidentalmente ofende Buford e ele está prestes a ser espancado, mas ele bate em Buford, para a surpresa de Phineas.